# 1895 en science-fiction
| Années de la science-fiction : 1892 - 1893 - 1894 - 1895 - 1896 - 1897 - 1898    |
| Décennies de la science-fiction : 1860 - 1870 - 1880 - 1890 - 1900 - 1910 - 1920 |

L'année 1895 a connu, en matière de science-fiction, les faits suivants. 

## Naissances et décès

### Naissances
- 16 janvier : Nat Schachner, écrivain américain, mort en 1955.
- 16 décembre : B. R. Bruss, écrivain français, mort en 1980.

## Parutions littéraires

### Romans
- The British Barbarians par Grant Allen (évoque le voyage dans le temps).
- L'Île à hélice par Jules Verne.
- La Machine à explorer le temps par H. G. Wells.